# Radville
Radville es un pueblo canadiense situado en la provincia de Saskatchewan.

## Superficie
Radville tiene una superficie de 2,95 km².

## Demografía
En 2021, tenía 778 habitantes, una densidad poblacional de 263,7 hab./km², y 392 viviendas.